# Phoenix-Center
Het Phoenix Center is een winkelcentrum in de wijk Harburg in Hamburg, gelegen tussen de Moorstrasse, het Seevekanaal en het treinstation Hamburg-Harburg. Het werd op 29 september 2004 geopend en biedt plaats aan 110 winkels op een verkoopvloeroppervlakte van 26.500m². De eigenaren zijn de Deutsche EuroShop AG en ECE Projektmanagement. Het gebouwencomplex omvat daarnaast 2.400m² voor kantoren en medische praktijken en 1.600 parkeerplaatsen in een ondergrondse parkeergarage en op de parkeerdekken. Sinds maart 2016 biedt de voormalige ondergrondse parkeergarage nieuwe verkoopruimte en een Food Court.

## Geschiedenis
Na de overname van de Harburger Phoenix AG door de auto-onderdelenfabrikant Continental AG en de daaropvolgende verplaatsing van de productie werd het pand in Harburg niet meer gebruikt. De laatste gebouwen werden in 2002 gesloopt, waarna het terrein verkocht werd.
In 2001 werd een prijsvraag  uitgeschreven voor het gevelontwerp van het Phoenix Center, dat zich in de planningsfase bevond. Het winnende gevelontwerp werd vervolgens overgenomen door architectenbureau Böge Lindner K2. Het winkelcentrum is gebouwd op een voormalig fabrieksterrein. Het centrum is gebouwd door Arge Phoenix-Center uit Hamburg met Ed. Züblin AG uit Stuttgart als hoofdaannemer en Doka GmbH uit Berlijn voor de betonelementen. Het pannenbier werd geschonken in februari 2004  en op 29 september 2004 werd het winkelcentrum geopend.

## Architectuur
De structuur van het winkelcentrum kent drie verdiepingen en de plattegrond heeft de vorm van een parallellogram, met van de binnenkant de driehoekige vorm, ook wel bekend als het 'driehoekswinkelcentrum'  . Grote lichtkoepels zorgen voor daglichttoetreding in het centrum. Voor de buitenzijde is gekozen voor een glazen gevel.

## Afbeeldingen

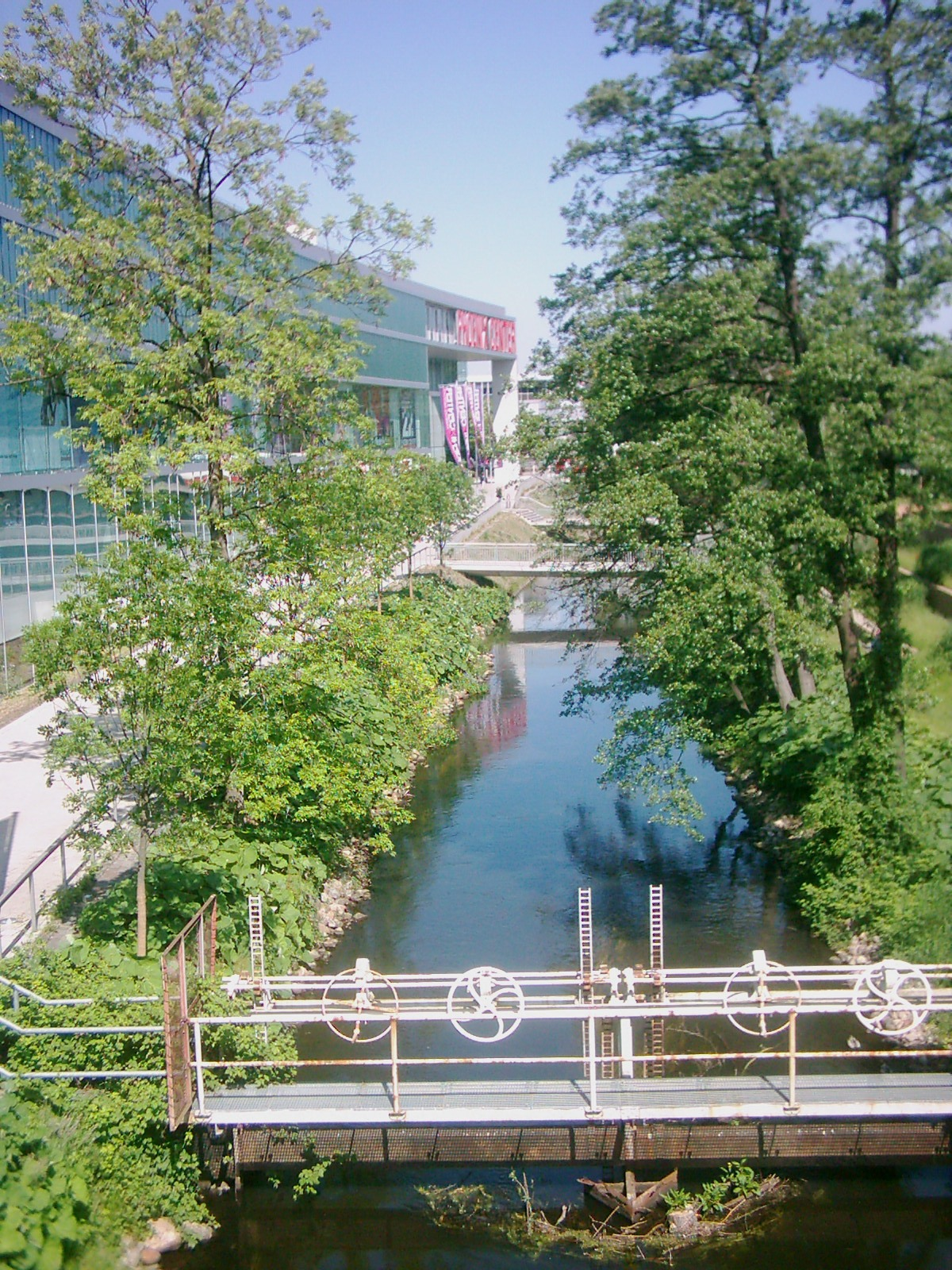
Seevekanaal en het Phoenix Center